# Dvärgpärlemorfjäril
Dvärgpärlemorfjäril (Boloria improba) är en art i insektsordningen fjärilar som tillhör familjen praktfjärilar.

## Kännetecken
Dvärgpärlemorfjärilen har en vingbredd på 26 till 36 millimeter. Den är den minsta pärlemorfjärilen i Sverige. Honan är något större än hanen, men i färg och teckning är de ganska lika. Ovansidan på vingarna är gulgrå med en rödgul nyans närmare ytterkanterna. Den rödgula färgen är mer utbredd på bakvingarna än på framvingarna och bakvingarna har även en ljusare fläck vid framkanten. Vingmönstret liknar närmast det hos den större arten Friggas pärlemorfjäril, men är otydligt och gråsvart. På undersidan av vingarna finns en ljus kilformad fläck och ett ljusare brunaktigt tvärband.

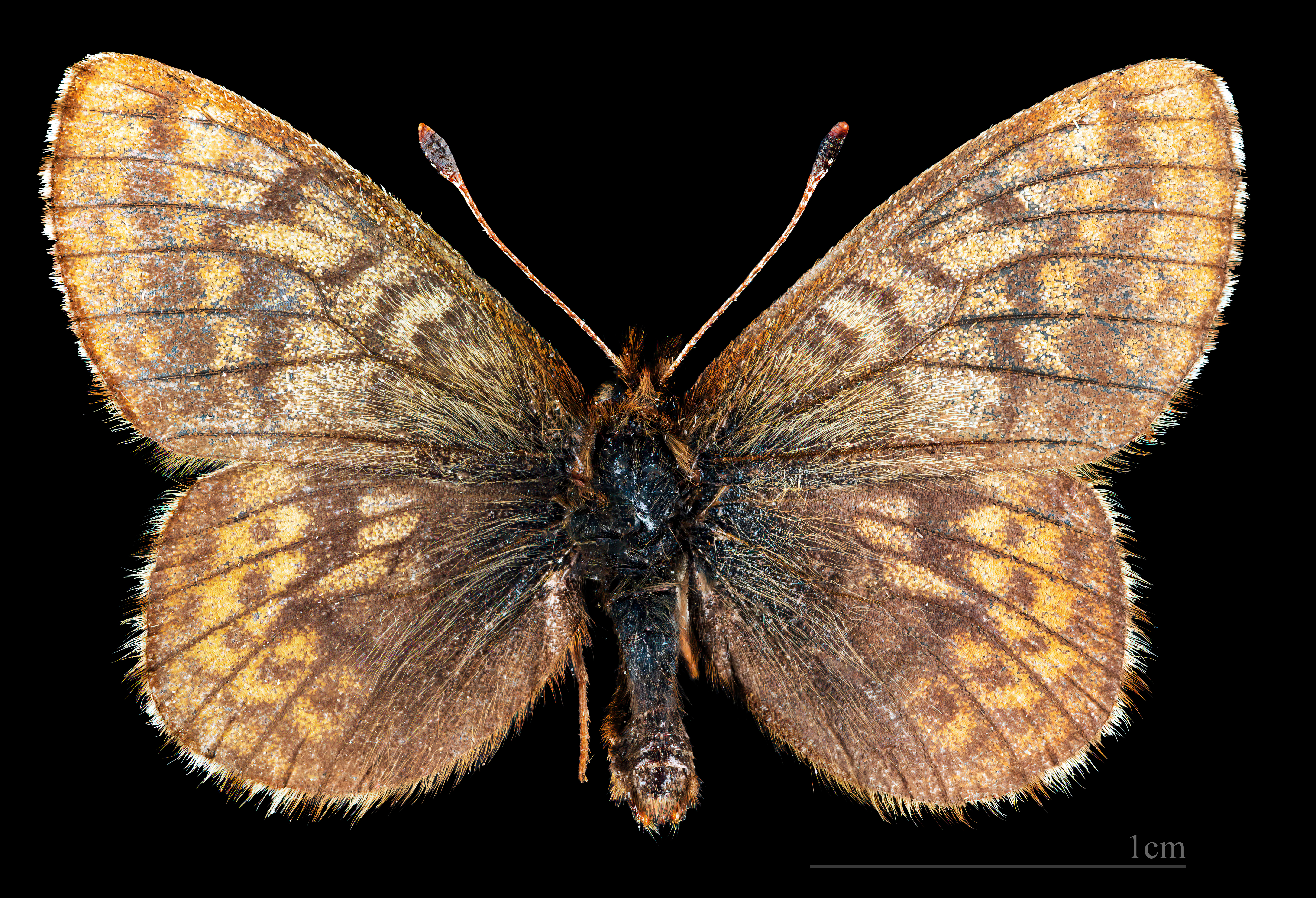
Boloria improba improbula ♂
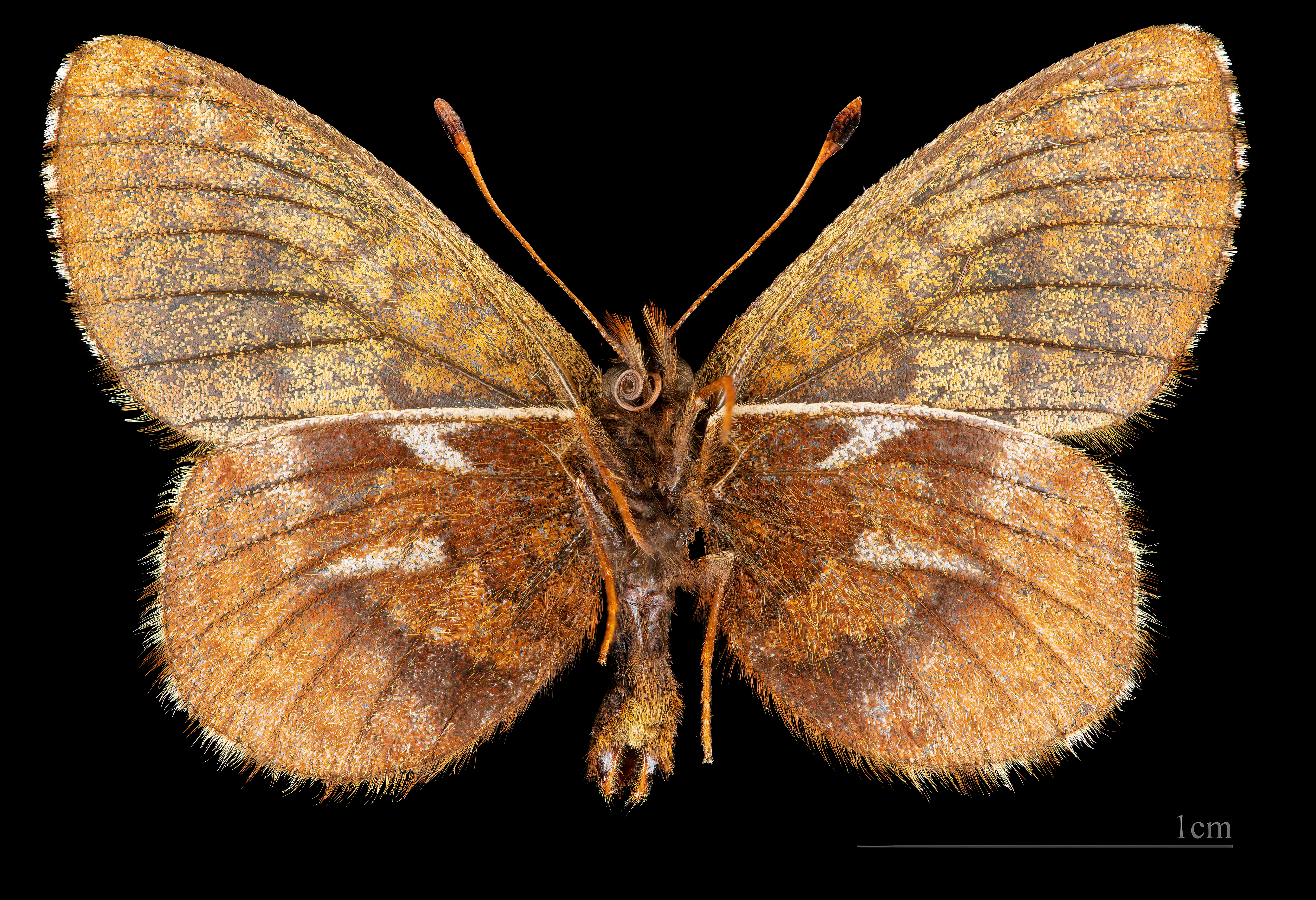
Boloria improba improbula ♂  △

## Utbredning
Dvärgpärlemorfjärilen finns i norra Skandinavien, Sibirien och Nordamerika. I Sverige finns den på spridda platser i fjälltrakterna norr om Kebnekaise. En isolerad population finns också på fjället Tjäksa längre söderut.

### Status
I Sverige är dvärgpärlemorfjärilen klassad som sårbar. Det största hotet mot arten är dess begränsade utbredning och därmed känslighet för habitatförlust. Ogynnsam påverkan på dvärgpärlemorfjärilens livsmiljöer är alltför hårt bete av renar och på vissa håll, som i Abisko nationalpark, slitage genom alltför intensiv turism. Som många andra av fjällvärldens arter är det också troligt att den globala uppvärmningen kan komma att påverka arten negativt. Dvärgpärlemorfjärilen är rödlistad också i Norge som sällsynt och i Finland som missgynnad.

## Levnadssätt
Dvärgpärlemorfjärilens levnadssätt är främst studerat i Nordamerika, medan dess levnadssätt i Gamla världen är mindre känt. Dess habitat är arktisk och alpin tundra där det växer dvärgvide, nätvide eller islandsvide. Området ska helst ha en viss fuktighet, och nederbörden bör vara tillräcklig för att det inte ska uppstå allt för långa perioder av barmark under vintern. Den undviker dock de allra nederbördsrikaste områdena, eftersom där också ofta är dåligt med sol. I Sverige finns dvärgpärlemorfjärilen främst på mellan 800 och 1100 meters höjd, men i Norge har den hittats på ner till 500 meters höjd.

### Fortplantning
Dvärgpärlemorfjärilens flygtid är omkring tre till fyra veckor på sommaren, i Sverige oftast från mitten av juli till början av augusti. Eftersom arten endast är aktiv när det är soligt har vädret en avgörande betydelse för fortplantningen. Hanarna söker då efter honor genom att flyga lågt över marken. Efter parningen lägger honan äggen ett och ett på värdväxtens stjälkar. När larverna kläcks kryper de upp och börjar äta av bladen. Utvecklingen från ägg till imago är två år och båda övervintringarna sker som larv. Särskilt under den första övervintringen är den känslig för uttorkning, vilket är en risk om övervintringsområdet under längre tid är utan ett skyddande snötäcke.